# Stilobezzia succinea
Stilobezzia succinea är en tvåvingeart som beskrevs av Ingram och John William Scott Macfie 1931. Stilobezzia succinea ingår i släktet Stilobezzia och familjen svidknott. Inga underarter finns listade i Catalogue of Life.